# Браславський район
Брасла́вський райо́н (біл. Браслаўскі раён) — адміністративна одиниця Білорусі, Вітебська область. Адміністративний центр — місто Браслав (9,5 тис. осіб). Населення району близько 29,2 тис. осіб.

## Географія
Площа району — 2 276 км². Основна частина території розташована на Браславському пасмі, південна частина — на Дісненській низовині. Основні річки — Західна Двіна та її притоки Дісна та Друйка. Головна особливість району — велика кількість озер, які займають до 10% всієї його території. Найзначніші озера Браславської групи — їх близько 50, включаючи Дрив'яти, Снуди, Струсто, Волосо Південне та Волосо Північне. У районі озер створено Національний парк «Браславські озера». Також значними є озера Ричано-Дрисвятської групи — Дрисвяти, Богінське, Ричі.
Браславський район межує з Поставським районом на півдні, Шарковщинським районом на південному сході, Міорським районом на сході, з Латвією на півночі, з Литвою на заході.
Основні населені пункти, крім міста Браслава — селище Відзи; села Друя та Козяни. Всього в районі налічується 639 сільських населених пунктів.

## Історія
Браславський район - єдина частина Білорусії, яка до 1917 року входила до складу Ковенської губернії.
Браславський район було утворено 15 січня 1940 року, у жовтні було розділено на 19 сільрад. Спочатку знаходився у складі Вілейської області .
20 вересня 1944 року передано до складу Полоцької області. Після її скасування 8 січня 1954 року Браславський район увійшов до складу Молодечненської області, а 20 січня 1960 року став частиною Вітебської області.

## Адміністративний поділ
Браславський район ділиться на 9 сільських рад:
- Ахремовецька сільська рада
- Відзовська сільська рада
- Далеківська сільська рада
- Друєвська сільська рада
- Межанська сільська рада
- Опсовська сільська рада
- Плюська сільська рада
- Слобідківська сільська рада
- Тетерківська сільська рада